# Anton Pintar
Anton Pintar, slovenski rimskokatoliški duhovnik in nabožni pisatelj, * 10. januar 1817, Železniki, † 20. junij 1881, Zali Log.
Pintar je v Ljubljani od leta 1831 do 1936 obiskoval gimnazijo ter nato študiral filozofijo in bogoslovje ter bil 1841 posvečen v duhovnika. Kot kaplan na Boštanjskem gradu (1842), pri Sv. Lovrencu ob Temenici (1843), v Srednji vasi pri Bohinju (1846), v Kranjski gori (1850), Moravčah (1852), na Brdu pri Podpeči (1852) in kot župnik na Turjaku (1855) in v Zalem Logu (1861).
V Novicah je sodeloval z dopisi o šolskih zadevah (1847-1848). Za Wolfovo izdajo Alliolijevega sv. pisma je prevedel »bijeve bukve, lista Timoteju, list Titu in Hebrejcem« (1856–1857). Od 1849 je objavljal pobožna premišljevanja in opise, poročila o šolskih zadevah, šolsko- in versko-vzgojne članke in opomine za nravstveno življenje ter več nabožnih in nabožno-pripovednih pesmi. Kot samostojni tiski so izšli: Dve povesti iz pisem Krištofa Šmida (Lj. 1840), prevod Kratek poduk svilopréjke prav rediti (Lj. 1841), Sveti Anton, puščavnik in opat v Egiptu, očak menihov in puščavnikov na Jutrovem (Lj. 1862), Slomškovo navodilo ali sedem šol krščanskega nauka za otroke pa tudi za odraščene (Lj. 1876), Obletnica posvečenja nove cerkve Marijine v Suši v Zaliloški duhovniji (Lj. 1878). Na dušnopastirskih službenih mestih se je trudil za olepšavo cerkva in zidal romarsko cerkev Marije Device v Suši, ki naj bi postala »kranjska Loreta«.